# Pierre Wajoka
Pierre Wajoka (* 19. Dezember 1978 in Nouméa, Neukaledonien) ist ein ehemaliger neukaledonischer Fußballspieler, auf der Position des Offensiven Mittelfelds und im  Sturm. Er war zuletzt bei AS Magenta und als Kapitän der Neukaledonische Fußballnationalmannschaft aktiv.

## Karriere

### Verein
Seine gesamte Karriere auf Vereinsebene verbrachte Wajoka in seiner neukaledonischen Heimatstadt Nouméa. Er begann seine Profikarriere im Jahr 2002 bei AS Magenta in der erstklassigen Division d’Honneur. Hier gewann er in seiner ersten Saison das Double mit Ligapokal und Meisterschaft. Bis zum Ende der Saison 2006 gewann er mit den Verein zwei Coupe Territoires d'Outre-Mer, zwei Meisterschaften und drei Ligapokale. Im OFC Champions Cup 2005 erreichte er an er Seite von Michel Hmaé, André Sinédo und Noël Kaudré das Finale, welches jedoch mit 2:0 gegen den australischen Verein Sydney FC verloren ging. Erst 14 Jahre später sollte wieder ein neukaledonisches Team im Finale stehen. 2006 wechselte er für eine Saison zum Ligakonkurrenten AS Lössi. Hier wurde Wajoka Vizemeister und belegte mit 9 Toren Platz 2 der Torjägerliste hinter Stürmer Philippe Kokone (11 Tore). Zur Saison 2007 kehrte er zum AS Magenta zurück und wurde erneut neukaledonischer Meister. Mit den Verein errang er zwei weitere Meisterschaften und ein Ligapokal. Zur Saison 2011 wechselte er innerhalb der Liga zum Verein FC Gaïtcha. Hier gewann er im ersten Jahr den Ligapokal und 2013 die neukaledonische Meisterschaft. Zusammen mit Stürmer Bertrand Kaï wurde er 2012 zum Spieler des Jahres gewählt. 2016 wechselte er zurück zu AS Magenta und beendete dort seine Karriere nach dem Gewinn des Double aus Ligapokal und Meisterschaft. Nach seiner aktiven Laufbahn als Spieler arbeitet er seit 2022 als Trainer des AS Magenta.

### Nationalmannschaft
Sein Debüt für die Neukaledonische Fußballnationalmannschaft gab Wajoka im Rahmen der XII. Südpazifikspiele am 30. Juni 2003 gegen die Auswahl aus Papua-Neuguinea. In seinen zweiten Länderspiel gegen die Mannschaft aus Mikronesien erzielte er den einzigen Hattrick in seiner Nationalmannschaftskarriere. Er nahm an Qualifikationsspielen für die Weltmeisterschaft 2006 und 2010 teil, konnte jedoch keine nennenswerten Erfolge erzielen. Seinen letzten Einsatz im Trikot der Nationalmannschaft absolvierte Wajoka am 9. September 2011 im Rahmen der XIV. Pazifikspiele gegen die Salomonen. Seit 2014 ist er Assistenztrainer im Stab der Neukaledonische Fußballnationalmannschaft und ihrer U23 Abteilung.

### Erfolge
Verein
- Neukaledonischer Meister: 2002/03, 2003/04, 2004/05, 2007/08, 2008/09, 2009, 2013, 2016
- Neukaledonischer Pokalsieger: 2002/03, 2003/04, 2004/05, 2006/07, 2010, 2011, 2016
- Coupe Territoires d'Outre-Mer: 2003, 2005

Persönliche Auszeichnungen
- Fußballer des Jahres in Neukaledonien: 2012